# Boulogne-sur-Mer
Denna artikel handlar om Boulogne-sur-Mer. För andra platser med namnet Boulogne, se Boulogne.

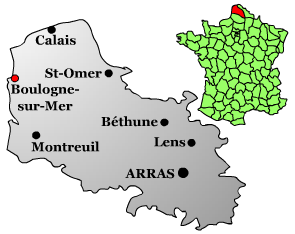
Lägeskarta

Boulogne-sur-Mer (västflamländska: Bonen) är en stad och kommun i norra Frankrike vid Engelska kanalen, en Sous-préfecture i departementet Pas-de-Calais. År 2022 hade Boulogne-sur-Mer 41 039 invånare.

## Historia
Staden hette ursprungligen Gesoriacum men på 300-talet kallade romarna stad Bononia. Boulogne var en av det romerska rikets viktigaste hamnstäder och förband Brittiska öarna med resten av imperiet. Caligula lät här uppföra ett berömt fyrtorn och Claudius använde hamnen som utgångspunkt för sin invasion av de brittiska öarna.
Under medeltiden var Boulogne centrum i grevskapet Boullonais, 1540-1544 var staden besatt av engelsmännen. Efter den brittiska krigsförklaringen 1803 samlade Napoleon en stor invasionshär med flotta i staden, men i samband med Österrikes och Rysslands krigsförklaring 1805 övergavs det riskfyllda företaget. 1840 var Boulogne-sur-Mer skådeplaten för prins Ludvig Napoleons andra misslyckade kuppförsök.
1905 ägde den första esperanto-kongressen rum här.
Under andra världskriget höll staden ockuperad av tyskarna 25 maj 1940 - 17 september 1944. Under tiden bombades den flera gånger av brittiskt bombflyg och skadades svårt.

## Geografi
Floden Liane rinner genom staden.

## Ekonomi
Boulognes ekonomi bygger på dess fiskehamn, båtvarv och stålverk.

## Sevärdheter
Den gamla stadskärnan omges av en stadsmur, uppförd omkring 1230 med halvcylindriska torn. Stadens borg med sex torn uppförd på 1200-talet fungerade ännu under 1900-talet som kasern. Katedralen i staden är uppförd 1862-1866.

## Befolkningsutveckling
Antalet invånare i kommunen Boulogne-sur-Mer
| Referens: INSEE |

## Kända personer som är födda eller bott i Boulogne

### Födda
- Maurice Boitel, målare,
- Auguste-Édouard Mariette, egyptolog
- Jean-Pierre Papin, fotbollsspelare
- Franck Ribéry, fotbollsspelare
- N'Golo Kanté, fotbollsspelare

### Boende
- José de San Martín